# Íos (Grèce)
Pour les articles homonymes, voir IOS (homonymie) et Nio.
Íos (grec moderne : Ίος / Íos) est une île grecque de l'archipel des Cyclades, située en mer Égée, à 111 milles marins du Pirée. L'île mesure 17 km de long sur 7,5 km de large et sa superficie est de 109 km2. Sa population est de 1838 habitants. Nio, ou Nea, était le nom utilisé au XIXe siècle pour désigner l'île Ios des Cyclades.
L'île est principalement constituée de rochers composés de schiste, quartz et marbre. Le point culminant, Pyrgos, est situé à 713 m d'altitude.

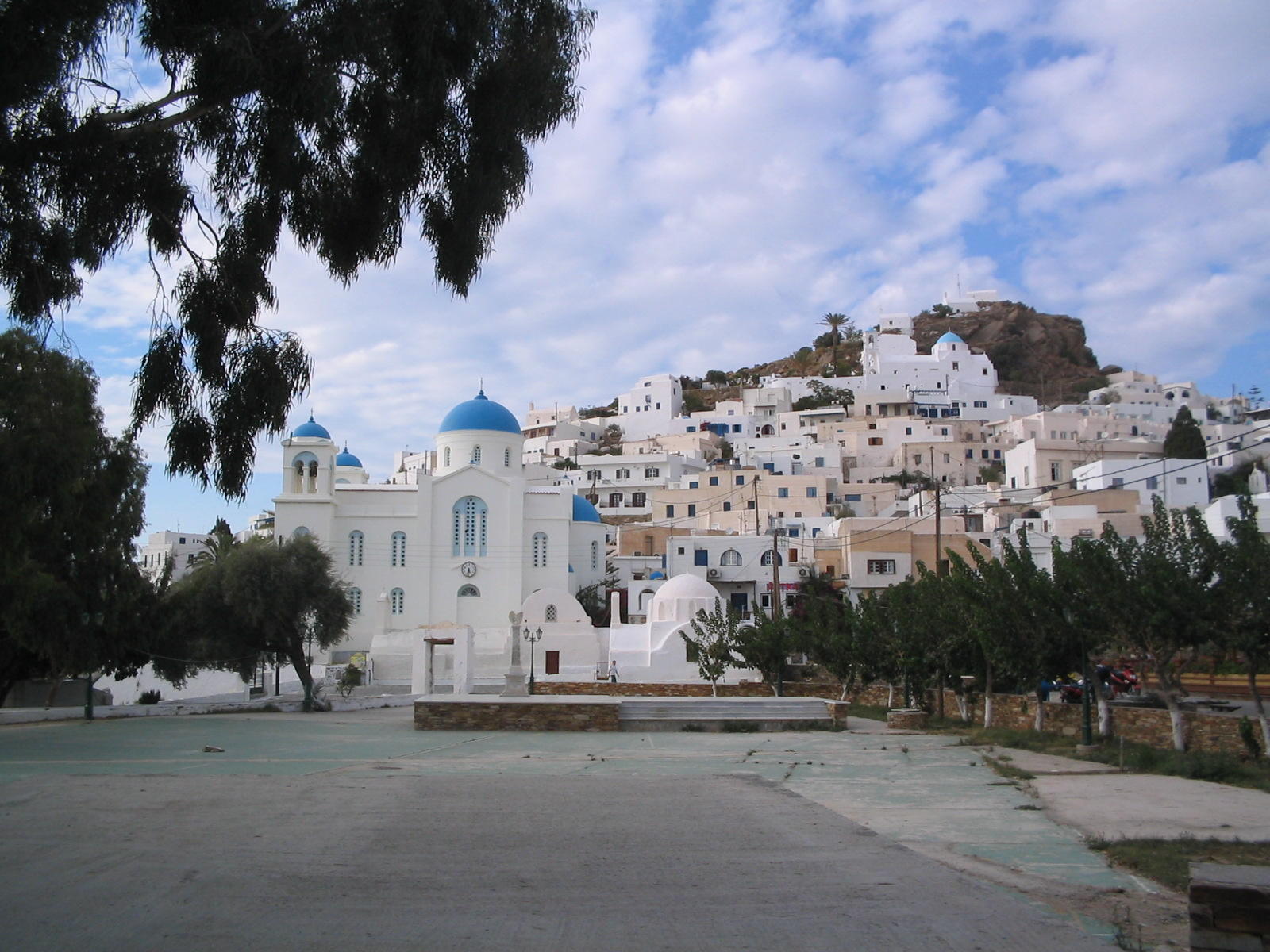
Le village de Chora.

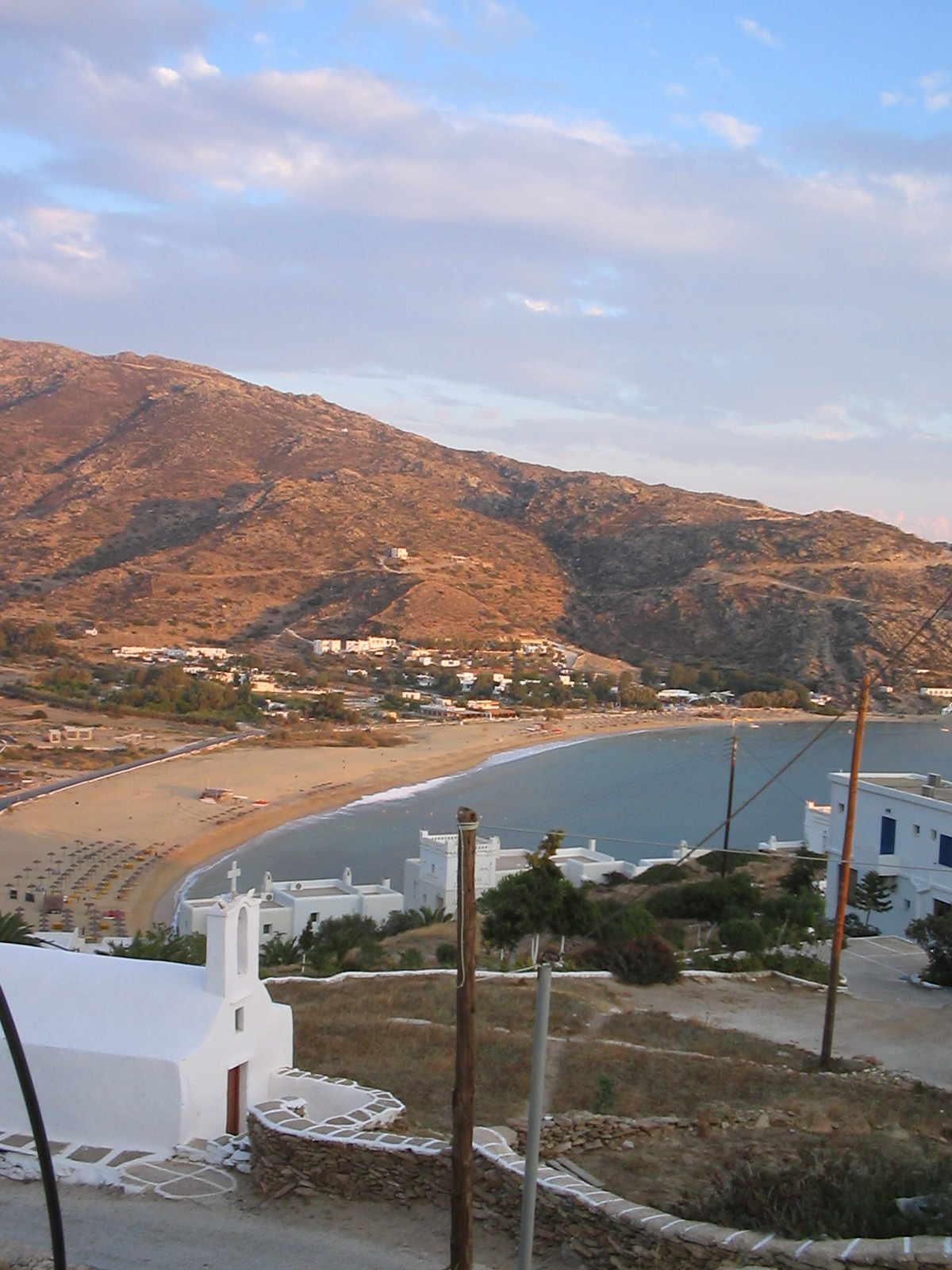
Plage de Mylopótas.

Le tourisme y est important. Selon la tradition, Homère y serait mort et enterré.

## Administration
L'île forme une municipalité baptisée « dème des habitants d'Ios » (Δήμος Ιητών, demos ieton, du nom des habitants dans l'Antiquité) dont le siège est la localité de Chora.

## Histoire

### Manque de documents historiques
De longues périodes de l'histoire de l'île ne sont pas documentées et il est possible qu'elle ait été périodiquement inhabitée en raison de sécheresses ou de raids d'envahisseurs esclavagistes, notamment ceux des Sarrasins au VIIIe siècle.

### Protohistoire
Des tombes trouvées dans la région de Manganari au sud de l'île montrent que Ios était occupée dès le IIIe millénaire av. J.-C..

### Antiquité grecque
On sait que Ios fit partie de la Ligue de Délos au IVe siècle av. J.-C., puis qu'elle appartint à la Ligue des Nésiotes centrée à Tinos à l'époque hellénistique.

### Sous les empires romains
Durant les 14 siècles de la période romano-byzantine, elle aurait subit des raids venant de l’est, notamment la campagne navale almohade contre Byzance.

### Période vénitienne
Ios fit partie du duché de Naxos à partir de 1205.
En 1300, elle avait été reconquise par les Grecs byzantins lorsque la famille des Schiavi, des Vénitiens, s'emparèrent de l'île et firent hommage au Duc de Naxos.
En 1397, Ios était possession directe du Duc Francesco Ier Crispo qui la donna en héritage à son cinquième fils, Marco. L'accord de 1419 entre l'Empire ottoman et Venise confirme que l'île appartenait à la « Sérénissime ». Il semblerait que sa population ait décliné au point que son seigneur ait dû la repeupler, en partie avec des Albanais chrétiens.
Au début du XVIe siècle, l'île passa en dot dans la famille vénitienne des Pisani. Adriana Crispo, arrière-arrière-petite-fille de Francesco Ier Crispo et épouse d'Alvise Pisani, fut la dernière dame d'Ios avant l'ère ottomane.

### Ère ottomane
Elle fut conquise par Khayr ad-Din Barberousse pour l'Empire ottoman en 1537, participa à la guerre d'indépendance grecque et fut reconnue grecque en 1831.

### Seconde Guerre mondiale
Pendant l'occupation de la Grèce, elle fut investie par les Italiens de 1941 à 1943, par les Allemands en 1943-1944 et par les Britanniques en 1944-1946.

### Depuis les années 1950
Depuis les années 1950, l'économie de l'île est surtout axée sur le tourisme, mais le changement climatique et la pénurie d'eau, ainsi que le déclin de la pêche et de l'agriculture, en font toujours une terre d'émigration.